# Tarīqa
Tarīqa (arabisch طريقة, DMG ṭarīqa ‚Weg, Pfad, Methode‘, Plural Turuq طرق / ṭuruq) ist ein islamischer Begriff, der im engeren Sinne den spirituellen Weg bezeichnet, den der Sufi beschreitet, um über die Scharia hinaus zur Erkenntnis Allahs zu gelangen, in einem breiteren Sinne jedoch eine Gemeinschaft von Muslimen, die einem solchen Weg folgt, also eine Sufi-Bruderschaft.
Die verschiedenen Bruderschaften werden dabei meist nach ihrem als „Scheich“ bezeichneten Gründer benannt, auf den sie sich in einer geistigen Abstammungslinie (Silsila) zurückbeziehen. Auf diesen Gründer werden üblicherweise auch bestimmte Rituale und Symbole, die die Bruderschaft auszeichnen, zurückgeführt.
Tarīqas sind keineswegs rein spirituelle Organisationen, sondern verfügen oft über große politische und wirtschaftliche Macht, die sie auch nutzen. Ein Beispiel dafür ist die senegalesische Murīdīya.
Eine vom Orientalismus geprägte romantisierende Vorstellung von völlig vergeistigten Männern in wallenden Gewändern – „Derwischen“ und Fakiren – die vor allem extrem asketische Übungen vollziehen, hat heute meist nur noch sehr wenig mit dem Leben von Mitgliedern islamischer Bruderschaften zu tun.

## Leben der Mitglieder
Wenn es auch eine große Anzahl verschiedener sufischer Bruderschaften gibt (siehe Liste von Sufi-Orden), so haben sie doch alle eines gemeinsam: Die Mitglieder vertrauen sich der geistig-spirituellen Führung ihres Obersten an, der „Scheich“, im Sinne eines geistigen Führers, genannt wird.
Der aus dem Persischen stammende Begriff „Derwisch“ für Mitglieder einer Bruderschaft ruft dabei oftmals bestimmte Assoziationen hervor, die zwar für einige Tariqas zutreffen, typischerweise für die „tanzenden Derwische“ der Mevlevi-Tariqa, die aber mit dem Leben der meisten Mitglieder von Tariqas in der modernen Welt wenig zu tun haben. Das Gleiche gilt für den Begriff „Fakir“ (von arabisch فقير, DMG faqīr ‚Armer; arm‘): Übungen, die „Fakire“ typischerweise praktizieren, werden nicht selten von gläubigen Muslimen als extreme und somit unislamische Auswüchse angesehen.
Der Einfluss einer Tariqa auf das Leben eines Mitglieds ähnelt dabei eher dem Einfluss den christliche Orden auf Laienmitglieder, sogenannte Familiare, haben, als auf reguläre Angehörige christlicher Orden. Mitglieder einer Tariqa leben normalerweise nicht in geschlossenen klosterähnlichen Gemeinschaften, sondern in ihren Familien und praktizieren ihren jeweiligen „islamischen Weg“ ganz normal im Alltag, oft ohne von den Mitmenschen als Mitglied einer Bruderschaft erkannt zu werden. Letzteres begünstigt vor allem die Ausbreitung der noch heute aktiven Tariqas innerhalb westlicher Gesellschaftsformen. Auch spielt das Zölibat, anders als im Christentum und Buddhismus, keinerlei Rolle im Leben der Bruderschaft, wobei jedoch streng auf die Einhaltung der islamischen Regeln zu Ehe und Sexualität geachtet wird.
Zu den typischen Ritualen der verschiedenen Bruderschaften gehören bestimmte Dhikr-Übungen, bei denen meist ein Name Allahs angerufen wird, oft zusammen mit rhythmischem Atmen und rhythmischen Bewegungen sowie „Wechselgesänge“, in denen bestimmte Wörter oder Sätze im Wechsel gesprochen oder gesungen werden und die als wird, ḥizb oder rātib bezeichnet werden. In einer Tariqa müssen aber keineswegs immer spirituelle Übungen im Mittelpunkt stehen, ebenso wichtig oder sogar noch wichtiger ist oft die genaue Einhaltung der Regeln der Schari'a.
Die Mitgliedschaft in einer Bruderschaft und die damit verbundenen Aktivitäten sind reine Männersache, Frauen haben daran keinen direkten Anteil.

## Verbreitung der verschiedenen Tarīqas
Einige der Tarīqas wie zum Beispiel die Naqschbandīya oder die Qādirīya sind heute weltweit verbreitet, andere sind auf einen bestimmten Raum beschränkt wie zum Beispiel die ʿAlawīya, die hauptsächlich auf Sansibar verbreitet ist, und die von Muhammad Sālih (1845–1916) begründete Sālihīya-Raschīdīya, die vor allem in Somalia beheimatet ist und der auch der somalische Widerstandskämpfer Mohammed Abdullah Hassan angehörte.
Die beiden einflussreichsten Bruderschaften Westafrikas sind die Tidschānīya und die Qādirīya. Sie verfügen in den einzelnen Ländern über unterschiedliche Mehrheiten. So sind in Senegal etwa 50 Prozent der Muslime Anhänger der Tidschānīya, wobei jedoch die etwas kleinere Murīdīya das Land durch ihre ökonomischen und politischen Tätigkeiten in viel stärkerem Maße prägt.
In Benin und Ghana sind Tidschānīya und Qādirīya etwa gleich stark vertreten, ebenso in Niger. In Benin ist die ältere Qādirīya fast nur in Porto-Novo an der Küste vertreten, im übrigen Land überwiegt, einem generellen Trend in Westafrika folgend, seit Anfang des 20. Jahrhunderts die Tidschānīya.
Im überwiegend muslimischen Mali sowie in Kamerun und Togo, wo die Muslime eine vergleichsweise kleine Minderheit bilden, ist die Tidschānīya am weitesten verbreitet. In Tunesien sind Tidschānīya und Schadhiliyya gleichermaßen vertreten. Stärkste Bruderschaft in Nordostafrika ist die Qādirīya; es folgen Tidschānīya (die besonders in Südwest-Äthiopien vertreten sind) und Khatmiyya (besonders im Sudan). In Ägypten ist außerdem die Badawiyya tief verwurzelt, während im Nildelta und im Sudan in jüngerer Zeit die Burhaniyya, die im 13. Jahrhundert von Scheich Ibrahim ad Disuqi gegründet wurde, an Mitgliedern dazugewinnen konnte. Diese Tariqa ist außerdem in Südasien und in der westlichen Welt verbreitet. Großen Einfluss auf die südasiatischen Länder (Indien und Pakistan) hat seit jeher auch der ursprünglich aus Afghanistan stammende Chishti-Orden.
Die Yaschrutīya ist eine vom tunesischen Sufi-Scheich 'Ali Nur al-Din al-Yaschruti (ca. 1815–1899) in Palästina gegründete Bruderschaft.

## Belege
1. ↑  Vgl. H. Wehr: Arabisches Wörterbuch, Wiesbaden 1968, S. 506.
2. ↑  Vgl. H. Wehr: Arabisches Wörterbuch, Wiesbaden 1968, S. 645.
3. ↑  Vgl. J. Spencer Trimingham, 1971, S. 214–216.
4. ↑  Vgl. J. Spencer Trimingham: Islam in East Africa. Clarendon Press, Oxford 1964, S. 102.
5. ↑  Thomas Bierschenk: The Social Dynamics of Islam in Benin. (Seite nicht mehr abrufbar, festgestellt im Mai 2019. Suche in Webarchiven) In: Galilou Abdoulaye: L'Islam béninois à la croisée des chemins. Histoire, politique et développement (= Mainzer Beiträge zur Afrikaforschung. 17). Rüdiger Köppe Verlag, Köln 2007, ISBN 978-3-89645-817-9, S. 15–19.
6. ↑  Prozentzahlen nach: Peter Heine, Riem Spielhaus: Das Verbreitungsgebiet der islamischen Religionen: Zahlen und Informationen zur Situation in der Gegenwart. In: Werner Ende, Udo Steinbach (Hrsg.): Der Islam in der Gegenwart. 5., aktualisierte und erweiterte Auflage. C. H. Beck, München 2005, ISBN 3-406-53447-3, S. 135–139.
7. ↑  Charlotte Klein: Direkt ins Herz. In: Der Spiegel. 6. Mai 2013, ISSN 2195-1349 (spiegel.de [abgerufen am 4. August 2025]).
8. ↑  Moin Ahmad Nizami: Sufi Orders in 18th–19th-Century South Asia. In: Oxford Research Encyclopedias. Oxford University Press, 23. Februar 2021, abgerufen am 4. August 2025 (englisch).